# 法科大学院
法科大学院（日语：／ Hōka Daigakuin），又称大学院法务研究科（だいがくいんほうむけんきゅうか），是日本的大学中为希望成为律师的学生而设立的学院，始于2003年。该类学院在设立之初是因应日本律师数量太少、司法试验太难，而学习美国的法学教育在法律本科之外设立研究生层次的法律教育，专门培养未来的律师。与美国一样，日本的法科大学院学制三年，录取时不问本科是否接受过法律教育，毕业时授予与美国法律博士英文名（Juris Doctor）相同的法务博士。但如果本科接受过法学教育，法务博士阶段可以缩短为两年。

## 外部連結
- 法科大学院協会 （页面存档备份，存于）
- 先導的法科大学院懇談会 （页面存档备份，存于）
- 法務省: 資格試験・採用試験 （页面存档备份，存于）
- 文部科学省: 法科大学院 （页面存档备份，存于）
- 首相官邸: 司法制度改革推進本部 （页面存档备份，存于）
- 法科大学院一覧: リクルート大学・大学院net （页面存档备份，存于）

template:専門職大学院認証評価機関